# 1 Pułk Łączności (II RP)
1 Pułk Łączności (1 płącz.) – oddział łączności Wojska Polskiego II RP.

## Organizacja i obsada personalna pułku w 1923
Dowództwo w Zegrzu
- p.o. dowódcy - mjr Edmund Feliks Świdziński
- p.o. zastępcy dowódcy - mjr Włodzimierz Borowski
- sztab dowódcy
- oficer telegraficzny pułku - kpt. Lucjan Antoni Retzlaff (p.o. od 29 V 1923[2])
- oficer radiotelegraficzny pułku - kpt. rez. powoł. do sł. czyn. Karol Politowski (p.o. od 29 V 1923[3])
- sekcja administracyjno-taborowa
- warsztat i skład techniczny
- starszy lekarz pułku - mjr lek. Tomasz Krzyski
- młodszy lekarz pułku - wakat
- młodszy lekarz pułku - wakat
- oficer kasowy - por. Jan III Laskowski
- oficer prowiantowy - wakat

I batalion telegraficzny w Zegrzu
- p.o. dowódcy - kpt. Władysław Tomasz Skowroński (od 23 V 1923[3])

kadra kompanii zapasowej I batalionu telegraficznego w Zegrzu
- p.o. komendanta - por. Stanisław Skulicz (od 29 V 1923[3])

II batalion telegraficzny w Zegrzu
- p.o. dowódcy - kpt. Wincenty But

kadra kompanii zapasowej II batalionu telegraficznego w Krasnymstawie
- p.o. komendanta - kpt. Marian Michał Dorotycz-Malewicz

III batalion telegraficzny w Zegrzu
- p.o. dowódcy - kpt. Zygmunt Grudziński

kadra kompanii zapasowej III batalionu telegraficznego w garnizonie Grodno
- p.o. komendanta - kpt. Władysław Wierzchowski

IX batalion telegraficzny w Zegrzu
- p.o. dowódcy - kpt. Henryk Doskoczyński (od 29 V 1923[2])

kadra kompanii zapasowej IX batalionu telegraficznego w Brześciu
- p.o. komendanta - kpt. Wilhelm Pszonka

I batalion radiotelegraficzny w Beniaminowie
- p.o. dowódcy - kpt. Edmund Iwaszkiewicz (od 29 V 1923[3])

kadra kompanii zapasowej batalionu radiotelegraficznego Nr I w Beniaminowie
- komendant - por. łącz. Stanisław Czubiński (p.o. do 1 X 1923[4])
- komendant – kpt. piech. Zenon Konarski (p.o. od 1 X 1923[5])

1 specjalna kompania telegraficzna
skadrowana kompania zapasowa batalionów telegraficznych i radio-telegraficznego
stała stacja gołębi pocztowych
trzy plutony (lokalne) telegraficzne
Dowódca pułku podlegał bezpośrednio szefowi wojsk łączności Okręgu Korpusu nr I, natomiast dowódcy kadr kompanii zapasowych podlegali dowódcom okręgów korpusów, na terenie których stacjonowały.

## Kadra pułku
Dowódcy pułku
- mjr łącz. Edmund Feliks Świdziński[6] (p.o. 29 V 1923[3] – VI 1924 → zastępca dowódcy prtlgr[7])
- ppłk łącz. Stanisław Wszebor (tymczasowo 8 III – 31 VII 1924[8] → kierownik Centr. Zakł. W. Łączn.[9])
- ppłk łącz. Oskar Sikora (VI 1924[7] – V 1927 → szef 3 Okręgowego Szefostwa Łączności[10])
- mjr łącz. Gustaw Rakowski[a] (p.o. V 1927[13] – 1 II 1930)
- ppłk łącz. Józef Władysław Wróblewski (p.o. do IX 1930[14] → dyrektor nauk dla łączności w Szkole Podchorążych Inżynierii)
- ppłk łącz. Edward Wolski (IX 1930[14] – III 1932[15] → zastępca komendanta CWŁącz.)

Zastępcy dowódcy pułku
- mjr łącz. Włodzimierz Borowski (1923 – VI 1924 → dowódca I baonu[16])
- ppłk łącz. Józef Rębski (od VI 1924[16])
- mjr łącz. Józef Władysław Wróblewski (od IV 1929[17])

Kwatermistrzowie
- mjr łącz. Alfred Wallner (VI 1924[18] – VI 1926)

Oficerowie i żołnierze
- Heliodor Cepa
- płk Ignacy Niepołomski
- ppłk dypl. Wacław Dahlen (nadetatowy)
- ppłk Tadeusz Jawor
- mjr inż. Kazimierz Jackowski (nadetatowy)
- mjr inż. Zygmunt Karaffa-Kraeuterkraft
- mjr Henryk Doskoczyński (dowódca IV batalionu w 1924)
- mjr Egon Kazimierz Franciszek Krulisz (nadetatowy)
- kpt. Teofil Brzozowski
- kpt. Bohdan Starkiewicz
- kpt. Aleksander I Winiarski
- por. rez. Jerzy Gutsche
- chor. Stanisław Popiński

## Odznaka pamiątkowa
21 kwietnia 1928 roku minister spraw wojskowych, marszałek Polski Józef Piłsudski zatwierdził wzór i regulamin odznaki pamiątkowej 1 płącz. Odznaka o wymiarach 40x40 mm ma kształt równoramiennego krzyża o zaokrąglonych ramionach, na których umieszczono dużą literę T, pomiędzy nimi złote, dębowe gałązki oraz dwie błyskawice. W centrum złoto-czerwona tarcza z orłem bez korony. Dwuczęściowa - oficerska wykonana w srebrze. Wykonanie: Zjednoczeni Grawerzy - Warszawa